# Sainte-Colombe, Ille-et-Vilaine
Sainte-Colombe (tiếng Breton: Santez-Koulm) là một xã của tỉnh Ille-et-Vilaine, thuộc vùng Bretagne, miền tây bắc nước Pháp.

## Dân số
Người dân ở Sainte-Colombe được gọi là Colombins.
| Năm | 1962 | 1968 | 1975 | 1982 | 1990 | 1999 |
| --- | ---- | ---- | ---- | ---- | ---- | ---- |
| Dân số | 285  | 296  | 277  | 276  | 262  | 272  |
| From the year 1962 on: No double counting—residents of multiple communes (e.g. students and military personnel) are counted only once. |      |      |      |      |      |      |